# Щербаков, Валентин Сергеевич
Валентин Сергеевич Щербаков — советский хозяйственный и государственный деятель, лауреат Государственной премии СССР за выдающиеся достижения в труде.

## Биография
Родился в 1933 году в Сталинске. Член КПСС.
В 1951—1989 — слесарь, бригадир слесарей цеха № 40, бригадир сборщиков-достройщиков ПО «Севмаш» в городе Северодвинске Архангельской области.
За высокую эффективность и качество работы на основе комплексного совершенствования процессов машиностроительного производства был в составе коллектива удостоен Государственной премии СССР за выдающиеся достижения в труде 1978 года.
Умер в 2021 году в Северодвинске.

## Награды
- Орден Ленина (1984)
- Орден Трудового Красного Знамени (1970)
- Орден Трудовой Славы III степени (1975)